# Andrzej Matuszewicz (dyplomata)
Andrzej Matuszewicz (ur. 1796 w Warszawie, zm. 1842 w Sankt Petersburgu) – hrabia, dyplomata w służbie rosyjskiej.
W 1818 wstąpił do służby rosyjskiej, brał udział w kongrensach opawskim i werońskim, był redaktorem dyplomatycznych not gabinetu rosyjskiego. W 1830 wysłany został do Anglii na konferencję londyńską, następnie został posłem w Neapolu później w Sztokholmie.